# Skyltdockan
Skyltdockan (Mannequin) är en amerikansk romantisk komedi-fantasy från 1987.
"Nothing's Gonna Stop Us Now" av Starship oscarnominerades för bästa sång.

## Handling
Jonathan är en ung konstnär som aldrig kan behålla något jobb. En dag skulpterar han en skyltdocka som blir så perfekt att han blir förälskad i den. Skyltdockan hamnar i fönstret på en lokal affär och Jonathan får ett lagerjobb i affären efter att han räddar livet på butikschefen.
En dag när Jonathan är ensam med skyltdockan vaknar den till liv och kallar sig för Emmy. Hon skall ha varit en gammal egyptier som inte ville gifta bort sig och bad därför till Gud att få återkomma till en annan tid där hennes äkta kärlek skulle existera, nämligen Jonathan. Emmy är dock inte en riktig människa än eftersom hon blir en skyltdocka igen om någon som inte är Jonathan ser henne.
Jonathan får beröm när han och Emmy bygger om skyltfönstret och gör det till det vackraste i stan och lockar fler kunder. Men vissa andra butikschefer blir dock inte nöjda så de tänker stjäla/kidnappa Emmy för att sabotera för Jonathan.

## Rollista
- Andrew McCarthy - Jonathan Switcher
- Kim Cattrall - Emmy
- Meshach Taylor - Hollywood
- Estelle Getty - Claire Timkin
- James Spader - Richards
- G.W. Bailey - Felix
- Carole Davis - Roxie
- Christopher Maher - Armand
- Steve Vinovich - B.J. Wert